# Кокбастау (Жамбылская область)
Кокбаста́у (каз. Көкбастау) — село в Байзакском районе Жамбылской области Казахстана, административный центр Жанатурмысского сельского округа. Код КАТО — 313641100.

## География
Село расположено в южной части Байзакского района, в 16 километрах к северо-востоку от районного центра села Сарыкемер, в 22 километрах к северо-востоку от областного центра города Тараз. Ближайшая железнодорожная станция Ушбулак — расположена в 11 километрах к юго-западу от села (по дороге — 15,6 км). Соседние населённые пункты: Тегистик в 1,7 километрах к северо-западу, Базарбай в 2 километрах к юго-западу, Жибек Жолы в 2 километрах к югу. Транспортное сообщение осуществляется по просёлочным автодорогам, с выходами на автодороги KH-6 и A2. Высота центра населённого пункта — 515 метров над уровнем моря.

## Население
| Численность населения | Численность населения | Численность населения |
| 1989                  | 1999                  | 2009                  |
| --------------------- | --------------------- | --------------------- |
| 841                   | ↗1097                 | ↗1618                 |